# Sportjahr 2000
Liste der Sportjahre

◄◄ | ◄ | 1996 | 1997 | 1998 | 1999 | Sportjahr 2000 | 2001 | 2002 | 2003 | 2004 | ► | ►►

Weitere Ereignisse   · Olympische Spiele

## American Football
- 30. Januar – Die St. Louis Rams gewinnen den Super Bowl XXXIV in Atlanta, Georgia, gegen die Tennessee Titans mit 23:16.
- 4. Februar – Die AFC gewinnt den Pro Bowl 2000 in Honolulu gegen die NFC mit 38:17.
- 20. August – Die Orlando Predators gewinnen den ArenaBowl XIV in Orlando, Florida, gegen die Nashville Kats mit 41:38.
- 7. Oktober – Die Cologne Crocodiles gewinnen den German Bowl XXII im Eintracht-Stadion, Braunschweig, gegen die Braunschweig Lions mit 31:29.

## Badminton
Höhepunkte des Badmintonjahres 2000 waren das olympische Badmintonturnier, der Thomas Cup und der Uber Cup.

### World Badminton Grand Prix
| Veranstaltung       | Herreneinzel         | Dameneinzel     | Herrendoppel                         | Damendoppel                     | Mixed                           |
| ------------------- | -------------------- | --------------- | ------------------------------------ | ------------------------------- | ------------------------------- |
| Korea Open          | Peter Gade           | Camilla Martin  | Lee Dong-soo Yoo Yong-sung           | Ra Kyung-min Chung Jae-hee      | Kim Dong-moon Ra Kyung-min      |
| Chinese Taipei Open | Peter Gade           | Mia Audina      | Candra Wijaya Tony Gunawan           | Ra Kyung-min Chung Jae-hee      | Michael Søgaard Rikke Olsen     |
| Swedish Open        | Rasmus Wengberg      | Kanako Yonekura | Kitipon Kitikul Khunakorn Sudhisodhi | Pernille Harder Jane F. Bramsen | Jonas Rasmussen Jane F. Bramsen |
| All England         | Xia Xuanze           | Gong Zhichao    | Ha Tae-kwon Kim Dong-moon            | Ge Fei Gu Jun                   | Kim Dong-moon Ra Kyung-min      |
| Swiss Open          | Xia Xuanze           | Dai Yun         | Ha Tae-kwon Kim Dong-moon            | Qin Yiyuan Gao Ling             | Kim Dong-moon Ra Kyung-min      |
| Polish Open         | Vladislav Druzchenko | Takako Ida      | Chang Kim Wai Hong Chieng Hun        | Haruko Matsuda Yoshiko Iwata    | Chen Qiqiu Chen Lin             |
| Japan Open          | Ji Xinpeng           | Gong Zhichao    | Candra Wijaya Tony Gunawan           | Ra Kyung-min Chung Jae-hee      | Liu Yong Ge Fei                 |
| Thailand Open       | Hendrawan            | Ye Zhaoying     | Zhang Jun Zhang Wei                  | Ge Fei Gu Jun                   | Zhang Jun Gao Ling              |
| Indonesia Open      | Taufik Hidayat       | Camilla Martin  | Candra Wijaya Sigit Budiarto         | Joanne Goode Donna Kellogg      | Simon Archer Joanne Goode       |
| Malaysia Open       | Taufik Hidayat       | Gong Zhichao    | Eng Hian Flandy Limpele              | Gu Jun Ge Fei                   | Kim Dong-moon Ra Kyung-min      |
| US Open             | Ardy Wiranata        | Choi Ma-ree     | Graham Hurrell James Anderson        | Gail Emms Joanne Wright         | Jonas Rasmussen Jane F. Bramsen |
| German Open         | Vladislav Druzchenko | Dong Fang       | Michael Søgaard Jim Laugesen         | Lu Ying Huang Sui               | Jonas Rasmussen Jane F. Bramsen |
| Dutch Open          | Chen Hong            | Zhou Mi         | Halim Haryanto Sigit Budiarto        | Helene Kirkegaard Rikke Olsen   | Chen Qiqiu Chen Lin             |
| Denmark Open        | Peter Gade           | Zhou Mi         | Eng Hian Flandy Limpele              | Chen Lin Jiang Xuelian          | Michael Søgaard Rikke Olsen     |
| Grand Prix Finale   | Xia Xuanze           | Zhou Mi         | Candra Wijaya Tony Gunawan           | Huang Nanyan Yang Wei           | Jens Eriksen Mette Schjoldager  |

## Cricket
- 26. Juni: Bangladesch wird Full Member des International Cricket Council (ICC).

## Leichtathletik
- 23. Februar – Stacy Dragila, USA, erreichte im Stabhochsprung der Damen 4,63 Meter.
- 23. Juli – Stacy Dragila, USA, sprang im Stabhochsprung der Damen 4,63 Meter.
- 28. Juli – Trine Hattestad, Norwegen, erreichte im Speerwurf der Damen 69,48 Meter.
- 7. August – Christina Iloc-Casandra, Rumänien, lief die 3000 Meter Hindernis der Damen in 9:43,6 Minuten.
- 30. August – Christina Iloc-Casandra, Rumänien, lief die 3000 Meter Hindernis der Damen in 9:40,2 Minuten.

## Motorradsport

### Motorrad-Weltmeisterschaft
- Motorrad-Weltmeisterschaft 2000

#### 500-cm³-Klasse
- In der letztmals ausgetragenen 500-cm³-Klasse gewinnt der 27-jährige US-Amerikaner Kenny Roberts jr. auf Suzuki den WM-Titel. Er setzt sich gegen die Italiener Valentino Rossi (Honda) und Max Biaggi (Yamaha) durch. In der Konstrukteurswertung gewinnt Yamaha vor Honda und Suzuki.

#### 250-cm³-Klasse
- In der 250-cm³-Klasse gewinnt der 27-jährige Franzose Olivier Jacque auf Yamaha vor den Japanern Shin’ya Nakano (ebenfalls Yamaha) und Daijirō Katō (Honda) den Titel. In der Konstrukteurswertung setzt sich Yamaha gegen Honda und Aprilia durch.

#### 125-cm³-Klasse
- Den WM-Titel in der Achtelliterklasse gewinnt der 26-jährige Italiener Roberto Locatelli auf Aprilia. Zweiter wird der Japaner Yōichi Ui (Derbi), Dritter der Spanier Emilio Alzamora auf Honda. In der Konstrukteurswertung siegt Honda vor Aprilia und Derbi.

### Superbike-Weltmeisterschaft
- Der 26-jährige US-Amerikaner Colin Edwards Australier gewinnt auf Honda vor dem Japaner Noriyuki Haga (Yamaha) und dem Australier Troy Corser (Aprilia) die Fahrerwertung. In der Konstrukteurswertung setzt sich Ducati vor Honda und Yamaha durch.

Details: Superbike-Weltmeisterschaft 2000

### Supersport-Weltmeisterschaft
- Der 30-jährige Deutsche Jörg Teuchert gewinnt auf Yamaha vor dem Italiener Paolo Casoli (Ducati) und dem Franzosen Stéphane Chambon (Suzuki) die Fahrerwertung. In der Konstrukteurswertung setzt sich Yamaha gegen Ducati und Suzuki durch.

Details: Supersport-Weltmeisterschaft 2000

## Rugby

### Rugby League
- 22. Januar – Die Melbourne Storm gewinnen die World Club Challenge in Wigan gegen den St Helens RLFC 44:6.
- 21. April – Australien gewinnt das ANZAC Test Match in Sydney gegen Neuseeland 52:0.
- 29. April – Die Bradford Bulls gewinnen das Finale des Challenge Cups in London 24:18 gegen die Leeds Rhinos.
- 27. September – Die Brisbane Broncos gewinnen das NRL Grand Final in Sydney 14:6 gegen die Sydney Roosters.
- 14. Oktober – Der St Helens RLFC gewinnt das Super League Grand Final in Trafford 29:16 gegen die Wigan Warriors.
- 1. November – Australien gewinnt das Finale der Rugby-League Weltmeisterschaft 2000 in Trafford 40:12 gegen Neuseeland.

### Rugby Union
- 2. April – England gewinnt die Six Nations.
- 27. Mai – Die Northampton Saints gewinnen das Finale des Heineken Cups in London 9:8 gegen Munster Rugby.
- 27. Mai – Die Crusaders gewinnen das Super-12-Finale in Canberra 20:19 gegen die Brumbies.
- 15. Juli – Stade Français gewinnt das Finale der Top 14 in Saint-Denis 28:23 gegen US Colomiers.
- 26. August – Australien gewinnt die Tri Nations.

## Tischtennis
- Tischtennisweltmeisterschaft 2000 19. bis zum 26. Februar in Kuala Lumpur (Malaysia)
- Tischtennis-Europameisterschaft 2000  21. April bis 1. Mai in Bremen

## Geboren

### Januar

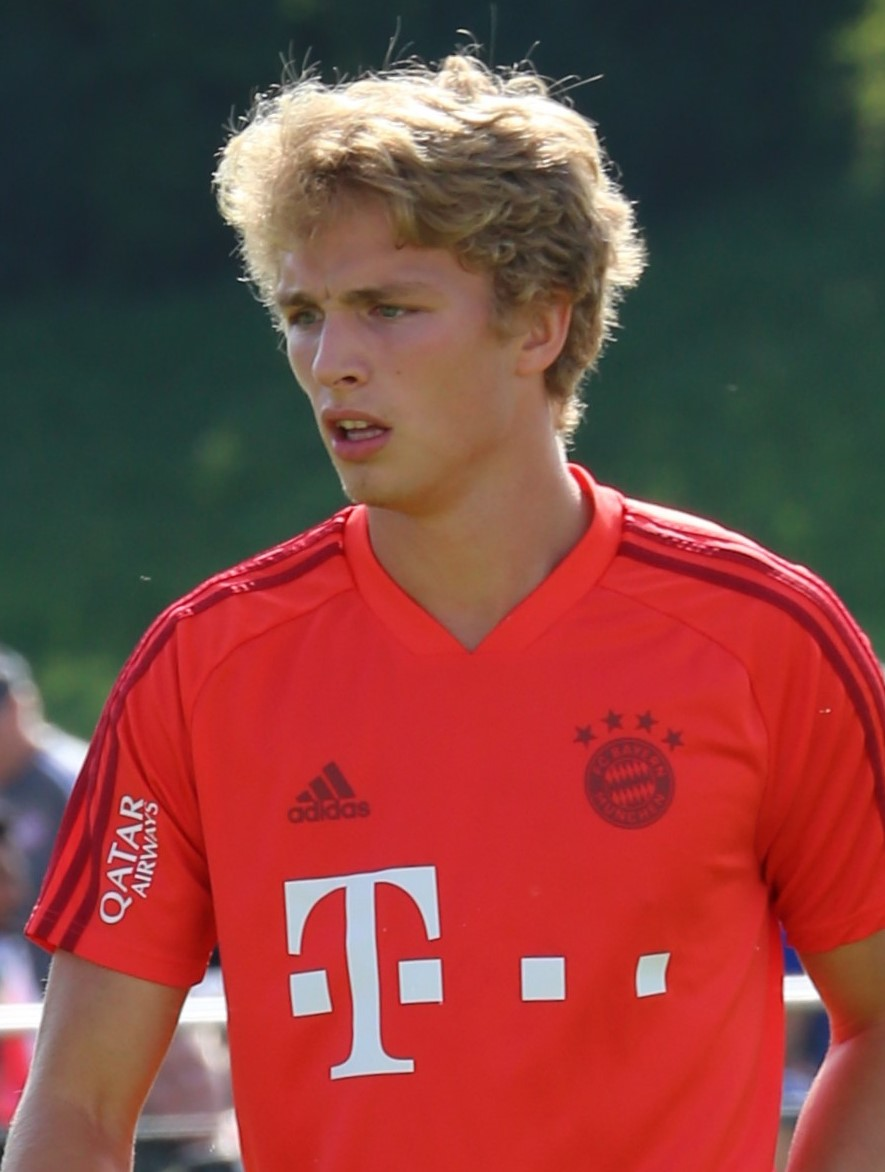
Fiete Arp (2019)

- 01. Januar: Ana-Marija Jonjev, serbische Volleyballspielerin
- 01. Januar: Nicolas Kühn, deutscher Fußballspieler
- 03. Januar: Leandro Barreiro, luxemburgischer Fußballspieler
- 05. Januar: Yari Montella, italienischer Motorradrennfahrer
- 06. Januar: Fiete Arp, deutscher Fußballspieler
- 06. Januar: Rhys Breen, schottischer Fußballspieler
- 06. Januar: Mohamed Camara, malischer Fußballspieler
- 06. Januar: Iker Lecuona, spanischer Motorradrennfahrer
- 07. Januar: Lea Sophie Friedrich, deutsche Bahnradsportlerin
- 08. Januar: Jannyk Wissmann, deutscher Handballspieler
- 09. Januar: Dominik Becker, deutscher Fußballspieler
- 09. Januar: Olivia McTaggart, neuseeländische Leichtathletin
- 10. Januar: Leonie Fiebich, deutsche Basketballspielerin
- 11. Januar: Marrit Steenbergen, niederländische Schwimmerin
- 13. Januar: Faid El Mostafa, marokkanischer Leichtathlet
- 14. Januar: Line Christophersen, dänische Badmintonspielerin
- 14. Januar: Jonathan David, kanadisch-haitianischer Fußballspieler
- 14. Januar: Marcel Zylla, polnisch-deutscher Fußballspieler
- 16. Januar: Lucas Ansah-Peprah, deutscher Leichtathlet
- 17. Januar: Devlin DeFrancesco, kanadisch-italienischer Automobilrennfahrer
- 17. Januar: Luke Jager, US-amerikanischer Skilangläufer
- 17. Januar: Nathan Rafferty, nordirischer Dartspieler
- 19. Januar: Maté Fazekas, ungarischer Basketballspieler
- 19. Januar: Leo Neugebauer, deutscher Leichtathlet
- 20. Januar: Selemon Barega, äthiopischer Leichtathlet
- 20. Januar: Roman Benecký, tschechischer Dartspieler
- 22. Januar: Julian Krahl, deutscher Fußballtorhüter
- 22. Januar: Lukas Pinckert, deutscher Fußballspieler
- 23. Januar: Gong Lei, chinesische Handballspielerin
- 25. Januar: Remco Evenepoel, belgischer Radrennfahrer
- 25. Januar: Johanita Scholtz, südafrikanische Badmintonspielerin
- 25. Januar: Stéphanie Visscher, niederländische Tennisspielerin
- 25. Januar: Rio Waida, indonesischer Surfer
- 27. Januar: Marte Monsen, norwegische Skirennläuferin
- 28. Januar: Nicole Maurer, kanadische Skispringerin
- 28. Januar: Dušan Vlahović, serbischer Fußballspieler
- 29. Januar: Robin Hranáč, tschechischer Fußballspieler
- 30. Januar: Goh Jin Wei, malaysische Badmintonspielerin
- 31. Januar: Julián Álvarez, argentinischer Fußballspieler
- 31. Januar: Nishan Burkart, Schweizer Fußballspieler

### Februar

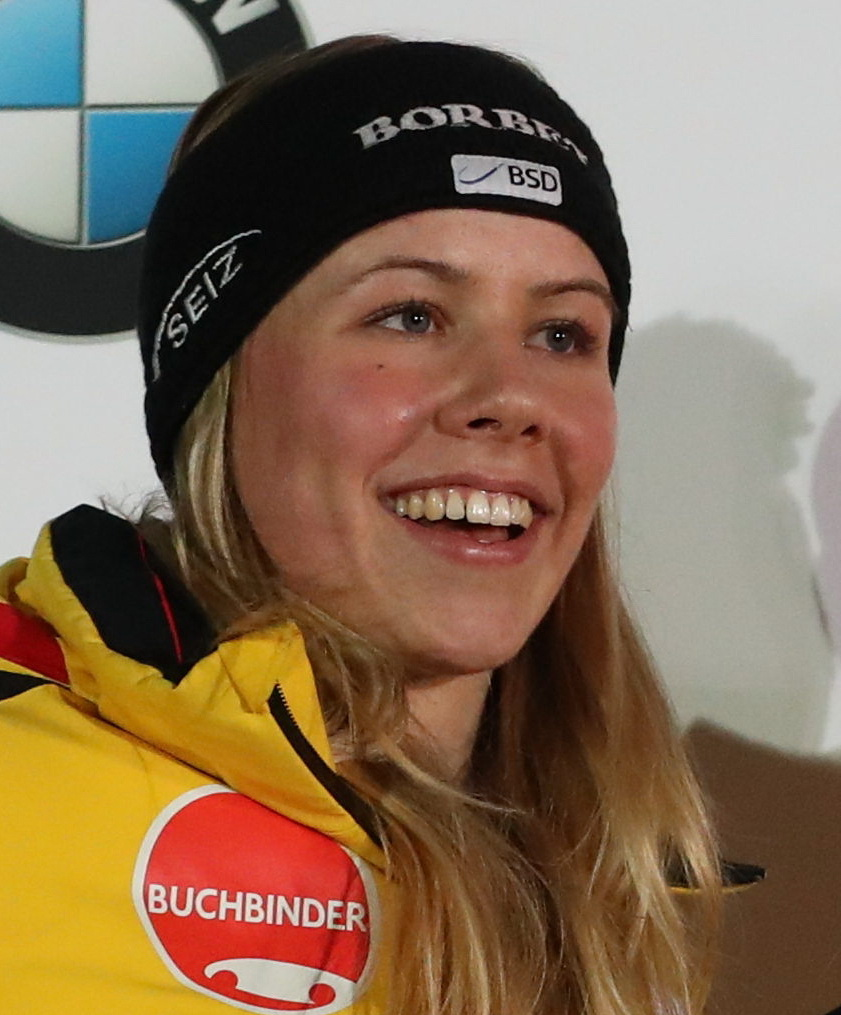
Kira Lipperheide (* 7. Februar)

- 01. Februar: Kristen Radukanowa, bulgarische Leichtathletin
- 02. Februar: Tomáš Mikyska, tschechischer Biathlet
- 04. Februar: Şevval İlayda Tarhan, türkische Sportschützin
- 04. Februar: Vincent Thill, luxemburgischer Fußballspieler
- 05. Februar: Katarina Sawazka, ukrainische Tennisspielerin
- 06. Februar: Alicia Hoskin, neuseeländische Kanutin
- 07. Februar: Kira Lipperheide, deutsche Bobfahrerin
- 08. Februar: Eric Hottmann, deutscher Fußballspieler
- 08. Februar: Patrick Sussek, deutscher Fußballspieler
- 10. Februar: Ejgayehu Taye, äthiopische Leichtathletin
- 12. Februar: Lukas Demming, deutscher Fußballspieler
- 13. Februar: Vitinha, portugiesischer Fußballspieler
- 14. Februar: Ri Jong-sik, nordkoreanischer Tischtennisspieler
- 15. Februar: Yannik Keitel, deutscher Fußballspieler
- 16. Februar: Yan Bingtao, chinesischer Snookerspieler
- 16. Februar: Luís Lopes, kapverdisch-portugiesischer Fußballspieler
- 16. Februar: Julia Mrozinski, deutsche Schwimmerin
- 16. Februar: Carlos Yulo, philippinischer Kunstturner
- 17. Februar: Toni Vidmar, slowenischer Biathlet
- 18. Februar: Giacomo Raspadori, italienischer Fußballspieler
- 18. Februar: Laura Sieger, deutsche Fußballtorhüterin
- 20. Februar: Andrea Cambiaso, italienischer Fußballspieler
- 20. Februar: Dennis Jastrzembski, polnisch-deutscher Fußballspieler
- 20. Februar: Josh Sargent, US-amerikanischer Fußballspieler
- 21. Februar: Lukas Ahrend, deutscher Fußballspieler
- 21. Februar: Tobias Raschl, deutscher Fußballspieler
- 22. Februar: Adrian Stanilewicz, polnisch-deutscher Fußballspieler
- 23. Februar: Arantxa Lancho, deutsche Skispringerin
- 24. Februar: Kristie Edwards, australische Leichtathletin
- 25. Februar: Calvin Dik, deutscher Radrennfahrer
- 25. Februar: Sophie Edwards, australische Radrennfahrerin
- 25. Februar: Lara Mechnig, liechtensteinische Synchronschwimmerin
- 26. Februar: Matthew Bergeron, kanadischer American-Football-Spieler
- 26. Februar: Nyara Sabally, deutsche Basketballspielerin
- 26. Februar: Alexa Thaden, deutsche Volleyballspielerin
- 27. Februar: Filip Kaloč, tschechischer Fußballspieler
- 28. Februar: Moise Kean, italienischer Fußballspieler
- 29. Februar: Jesper Lindstrøm, dänischer Fußballspieler

### März

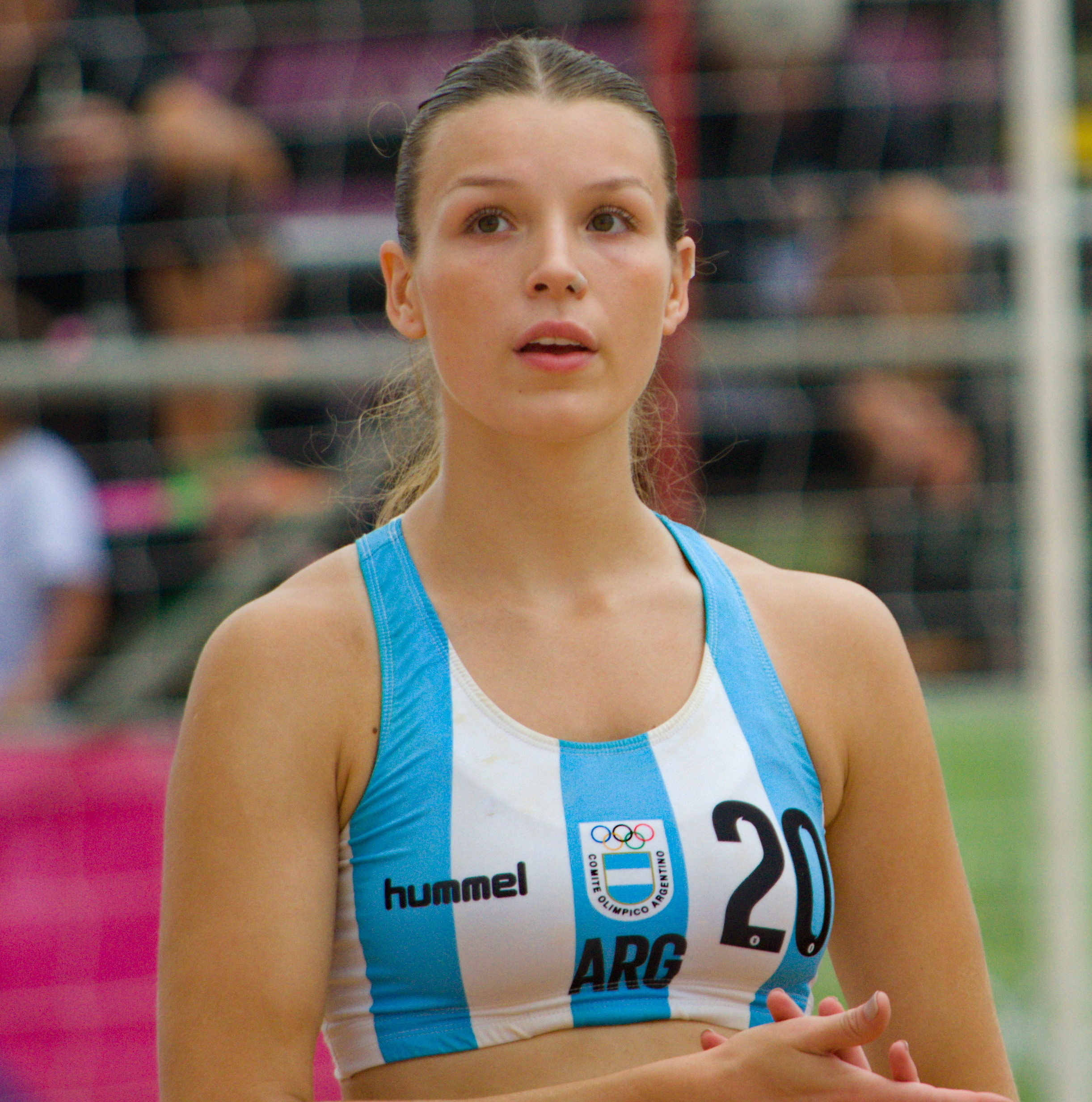
Gisella Bonomi

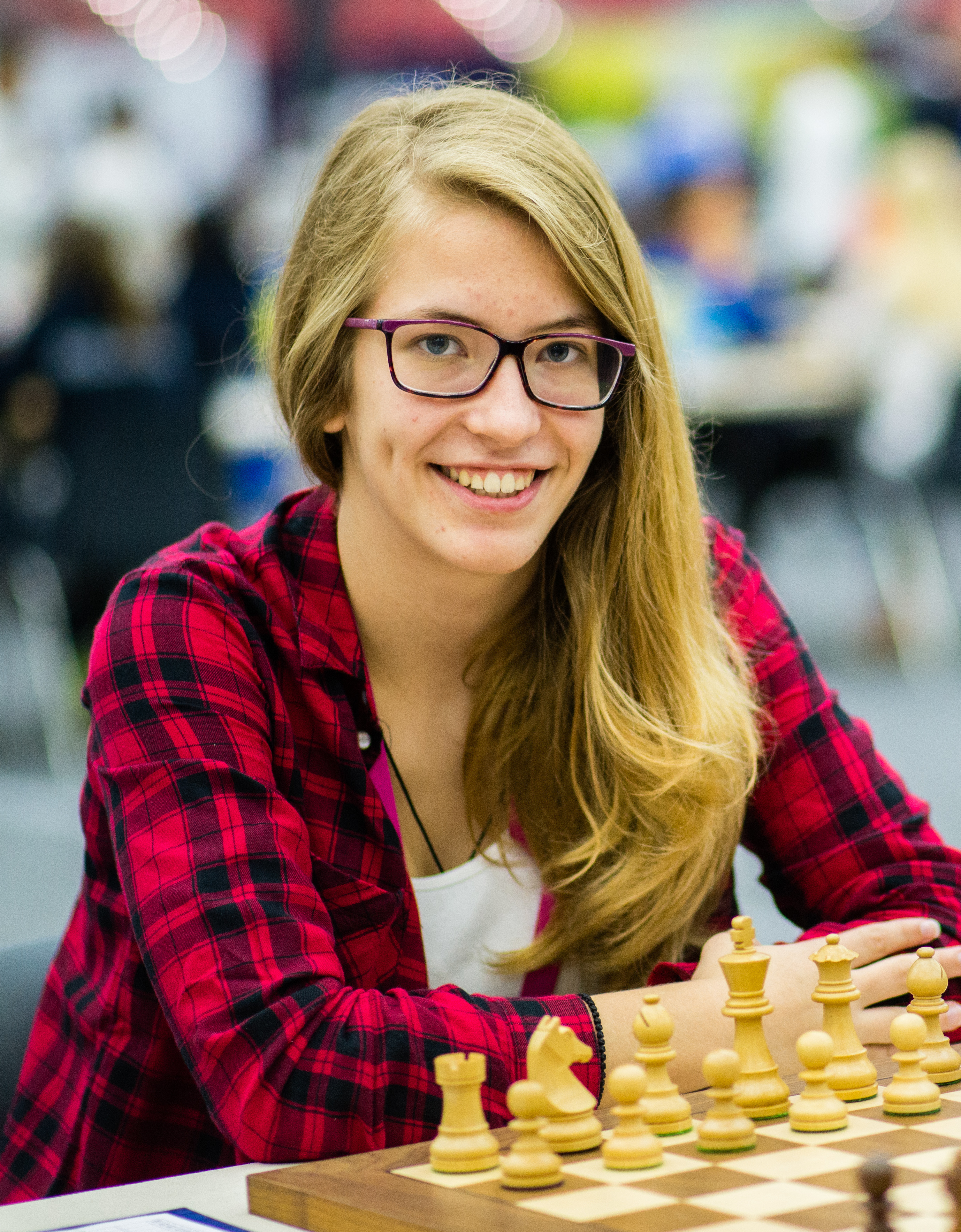
Stavroula Tsolakidou (2016)

- 01. März: Ahmed El-Gendy, ägyptischer Pentathlet
- 01. März: Niklas Hartweg, Schweizer Biathlet
- 01. März: Ahmed Kutucu, türkisch-deutscher Fußballspieler
- 01. März: Erik Majetschak, deutscher Fußballspieler
- 03. März: Kim Heiduk, deutscher Radrennfahrer
- 03. März: Henry Rorig, deutscher Fußballspieler
- 06. März: Iwet Goranowa, bulgarische Karateka
- 05. März: Jack Aitchison, schottischer Fußballspieler
- 05. März: Beatrice Chebet, kenianische Leichtathletin
- 07. März: Daniels Ontužāns, lettischer Fußballspieler
- 07. März: Rasmus Sandin, schwedischer Eishockeyspieler
- 08. März: Keyvan Andres Soori, deutsch-iranischer Automobilrennfahrer
- 08. März: Jonas David, deutscher Fußballspieler
- 08. März: Pjotr Dielen, belgischer Biathlet
- 10. März: Ren Mikase, japanische Skispringerin
- 10. März: David Zingerle, italienischer Biathlet
- 12. März: Alessandro Plizzari, italienischer Fußballspieler
- 13. März: Ashley Moloney, australischer Leichtathlet
- 13. März: Łukasz Poręba, polnischer Fußballspieler
- 14. März: Gregory Kuisch, niederländischer Fußballspieler
- 14. März: Pearly Tan, malaysische Badmintonspielerin
- 15. März: Nick Bätzner, deutscher Fußballspieler
- 16. März: Dominik Kother, deutscher Fußballspieler
- 16. März: Julian Köster, deutscher Handballspieler
- 17. März: Malik Batmaz, türkisch-deutscher Fußballspieler
- 18. März: Tabea Alt, deutsche Kunstturnerin
- 19. März: Gisella Bonomi, argentinische Handballspielerin
- 20. März: Barbra Banda, sambische Fußballspielerin
- 22. März: Xènia Benach, spanische Leichtathletin
- 22. März: Erna Sóley Gunnarsdóttir, isländische Leichtathletin
- 24. März: Muhammed Ali Bedir, türkischer Skispringer
- 24. März: Alexander Steinlechner, österreichischer Fußballspieler († 2024)
- 24. März: Stavroula Tsolakidou, griechische Schachspielerin
- 25. März: Belly-Crésus Ganira, burundischer Schwimmer
- 25. März: Jadon Sancho, englischer Fußballspieler
- 26. März: João Lucas Reis da Silva, brasilianischer Tennisspieler
- 26. März: Emily Schöpf, österreichische Skirennläuferin
- 27. März: Ewan Henderson, schottischer Fußballspieler
- 28. März: Bassem Hemeida, katarischer Leichtathlet
- 28. März: Anna Hoffmann, US-amerikanische Skispringerin
- 31. März: Elias Abouchabaka, deutscher Fußballspieler
- 31. März: Jonas Weik, deutscher Fußballspieler

### April

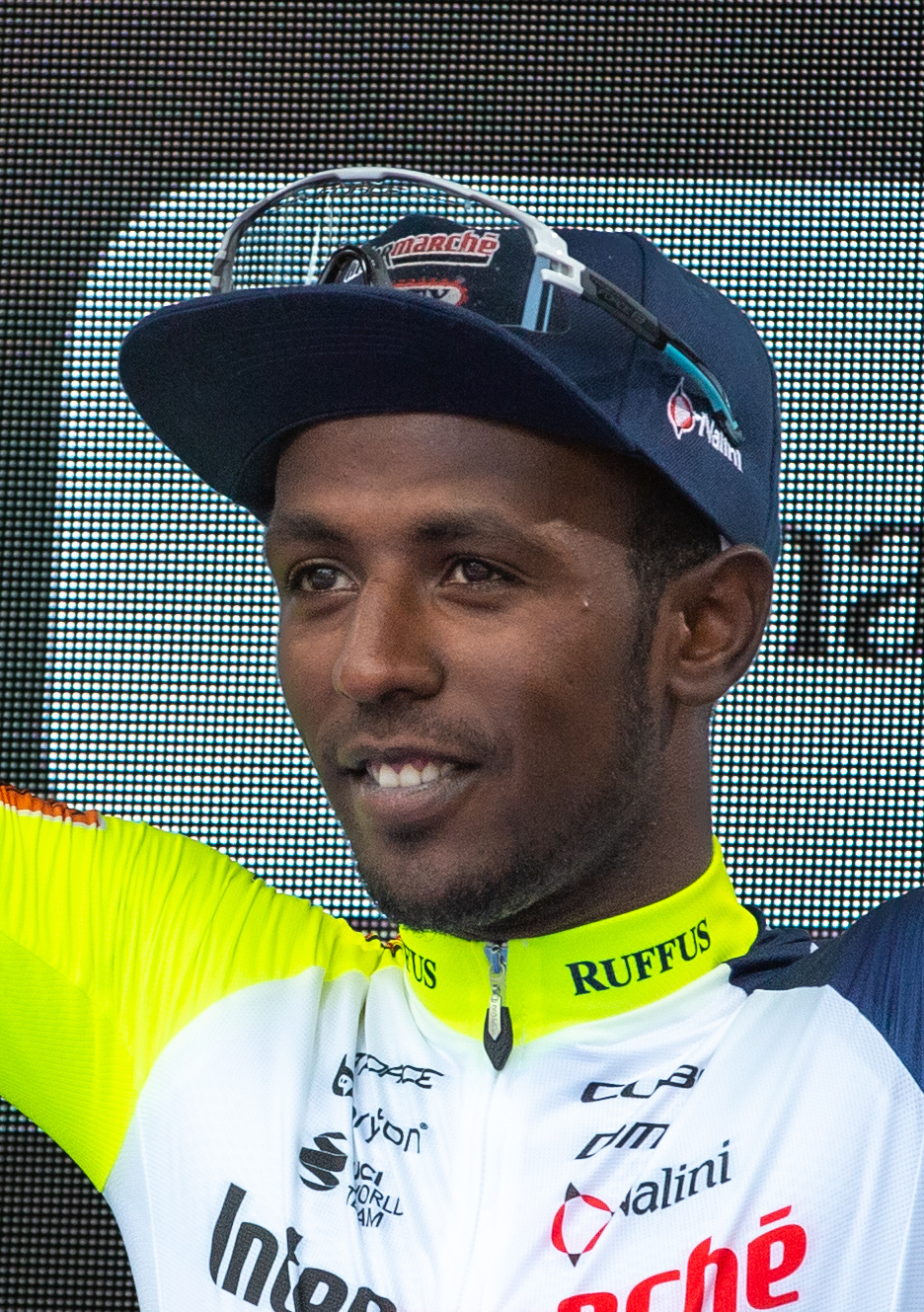
Biniam Girmay (* 2. April)

- 01. April: Ricarda Bauernfeind, deutsche Radrennfahrerin
- 02. April: Anas Bakhat, deutscher Fußballspieler
- 02. April: Biniam Girmay, eritreischer Radrennfahrer
- 02. April: Kaisei Ishii, japanischer Fußballspieler
- 02. April: Josip Stanišić, kroatisch-deutscher Fußballspieler
- 04. April: Joel Parra, spanischer Basketballspieler
- 04. April: Malte Stefansson, schwedischer Biathlet
- 05. April: Thomas Idel, deutscher Fußballspieler
- 05. April: Martin Marcellusi, italienischer Radrennfahrer
- 06. April: Olivier Deman, belgischer Fußballspieler
- 08. April: Kaito Mizuta, japanischer Fußballspieler
- 10. April: Samira Awali Boubacar, nigrische Leichtathletin
- 10. April: David Philipp, deutscher Fußballspieler
- 11. April: Adrian Robinson, botswanischer Schwimmer
- 12. April: Marija Romanowna Sotskowa, russische Eiskunstläuferin
- 13. April: Sascha Risch, deutscher Fußballspieler
- 14. April: Enrique Lofolomo, deutsch-kongolesischer Fußballspieler
- 14. April: Gleb Stanislawowitsch Syriza, russischer Radrennfahrer
- 18. April: Sarah Tetzlaff, neuseeländische Sportkletterin
- 20. April: Nils Fröling, schwedisch-US-amerikanischer Fußballspieler
- 21. April: Alex Cochrane, englischer Fußballspieler
- 21. April: Adrian Ililau, palauischer Leichtathlet
- 22. April: Bilal Hussein, schwedischer Fußballspieler
- 22. April: Rogail Joseph, südafrikanische Leichtathletin
- 23. April: Oscar Lombardot, französischer Biathlet
- 23. April: Warmed Omari, komorisch-französischer Fußballspieler
- 24. April: Filip Bilbija, deutscher Fußballspieler
- 24. April: David Sombé, französischer Leichtathlet
- 25. April: Tarik Abdi, bulgarischer Eishockeyspieler
- 25. April: Pascal Rupprecht, deutscher Dartspieler
- 26. April: Celina Haller, italienische Skirennläuferin und Fußballspielerin
- 26. April: Jakob Lemmer, deutscher Fußballspieler
- 27. April: David Beckmann, deutscher Automobilrennfahrer
- 27. April: Camryn Newton-Smith, australische Leichtathletin
- 28. April: Ellie Carpenter, australische Fußballspielerin
- 28. April: André Silva, portugiesischer Fußballspieler († 2025)
- 29. April: Han Il-ryong, nordkoreanischer Leichtathlet
- 30. April: Belinda Chemutai, ugandische Leichtathletin
- 30. April: Corbin Strong, neuseeländischer Radrennfahrer

### Mai

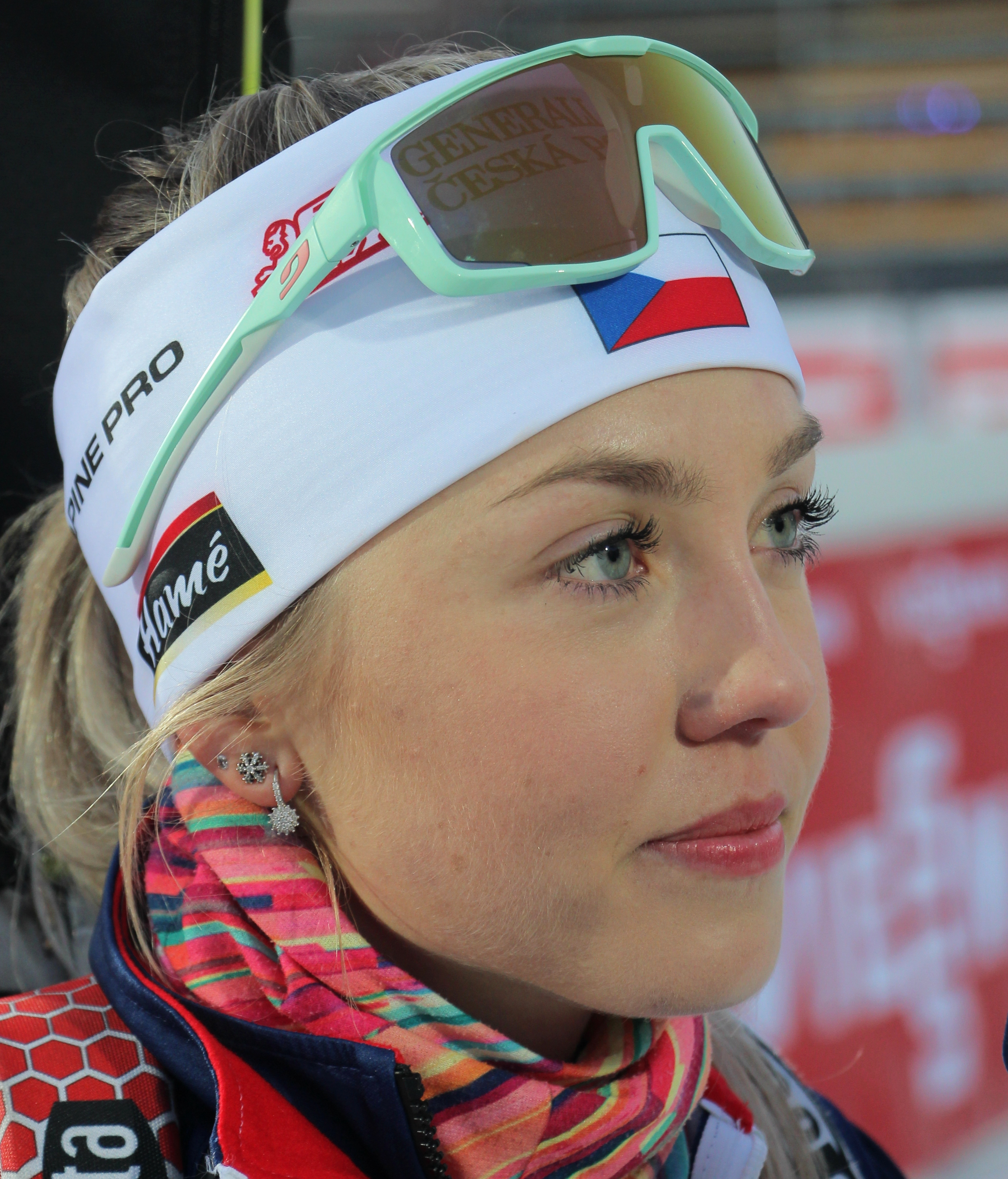
Tereza Voborníková (* 31. Mai)

- 01. Mai: Dagmar Boom, niederländische Volleyballspielerin
- 01. Mai: Mareike Braun, deutsche Biathletin
- 01. Mai: Florian Flick, deutscher Fußballspieler
- 04. Mai: Agustín Urzi, argentinischer Fußballspieler
- 05. Mai: Elijah Winnington, australischer Schwimmer
- 06. Mai: Ilia Gruev, bulgarisch-deutscher Fußballspieler
- 08. Mai: Thelma Davies, liberianisch-US-amerikanische Leichtathletin
- 08. Mai: Tobias Knost, deutsch-kenianischer Fußballspieler
- 08. Mai: Sandro Tonali, italienischer Fußballspieler
- 09. Mai: Juri Knorr, deutscher Handballspieler
- 10. Mai: Fynn Lakenmacher, deutscher Fußballspieler
- 11. Mai: Yuki Tsunoda, japanischer Automobilrennfahrer
- 12. Mai: Sofyan Chader, französisch-algerischer Fußballspieler
- 12. Mai: Desiree Di Benedetto, italienische Schachspielerin
- 12. Mai: Alina Kornelli, deutsch-österreichische Kitesurferin
- 12. Mai: Andrea Stašková, tschechische Fußballspielerin
- 13. Mai: Mats Øverby, norwegischer Biathlet
- 14. Mai: Ilan Van Wilder, belgischer Radrennfahrer
- 15. Mai: Ahmed Hesham, ägyptischer Handballspieler
- 15. Mai: Dajana Jastremska, ukrainische Tennisspielerin
- 16. Mai: Tim Georgi, deutscher Motorradrennfahrer
- 17. Mai: George Colțea, rumänischer Biathlet
- 17. Mai: Kim Gubser, Schweizer Freestyle-Skier
- 17. Mai: Matěj Kovář, tschechischer Fußballspieler
- 18. Mai: Yual Reath, australischer Leichtathlet
- 19. Mai: Arthur Lyska, deutscher Fußballtorhüter
- 20. Mai: David Sanayek Kapirante, kenianischer Sprinter
- 20. Mai: Tim Latteier, deutscher Fußballspieler
- 20. Mai: Oratile Nowe, botswanische Leichtathletin
- 21. Mai: Léonice Huet, französische Badmintonspielerin
- 22. Mai: Zenéy Geldenhuys, südafrikanische Hürdenläuferin
- 23. Mai: Felipe Drugovich, brasilianischer Automobilrennfahrer
- 23. Mai: Jaxson Hayes, US-amerikanischer Basketballspieler
- 24. Mai: Louise McDaniel, nordirische Fußballspielerin
- 24. Mai: Maileen Nuudi, estnische Tennisspielerin
- 25. Mai: Berke Özer, türkischer Fußballspieler
- 26. Mai: Hannah Neise, deutsche Skeletonpilotin
- 29. Mai: Aravindhan Ramanathan, singapurischer Fußballspieler
- 30. Mai: Giovanni Haag, französischer Fußballspieler
- 30. Mai: Vetle Paulsen, norwegischer Biathlet
- 31. Mai: Fjodor Gorst, russischer Poolbillardspieler
- 31. Mai: Tereza Voborníková, tschechische Biathletin

### Juni

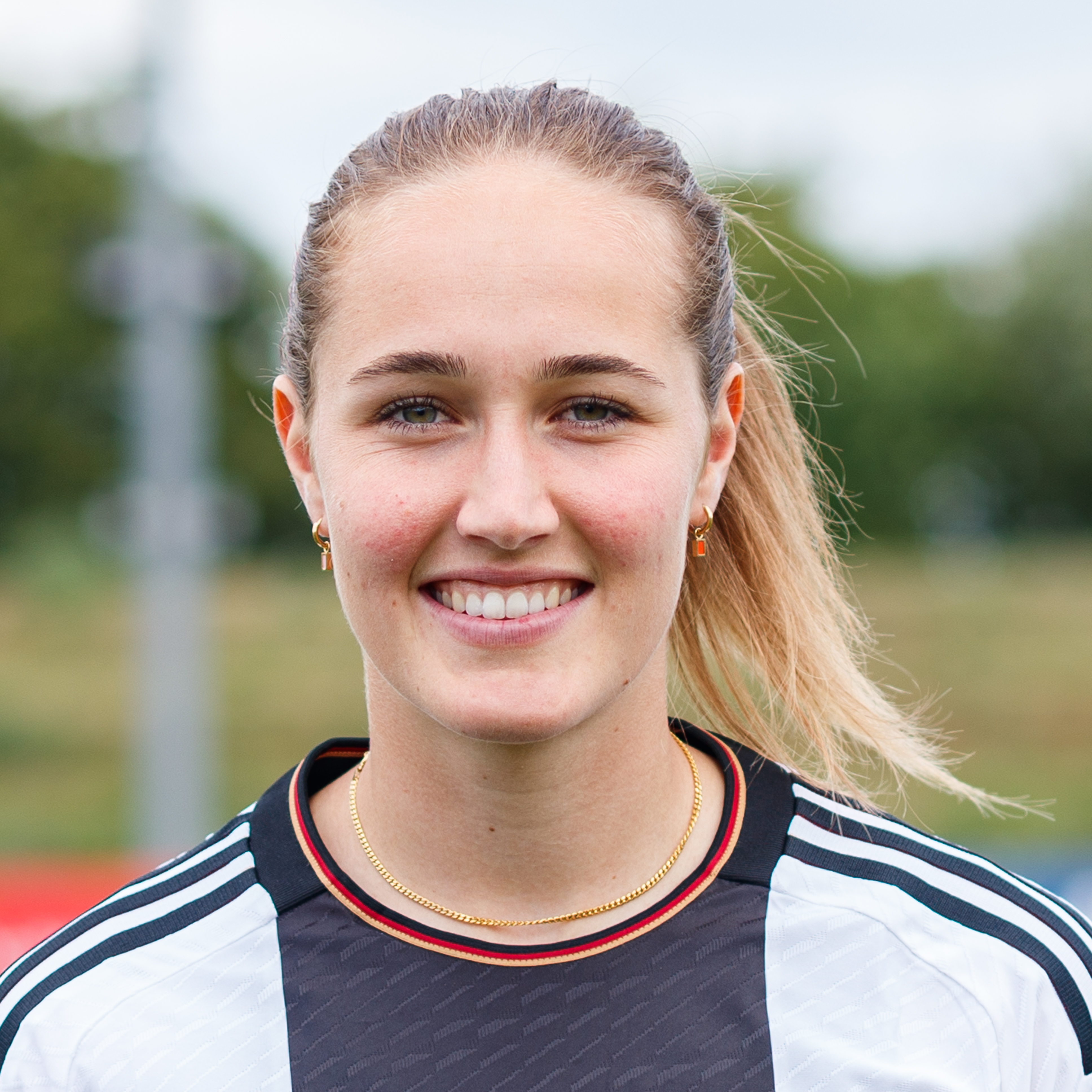
Sydney Lohmann (* 19. Juni)

- 01. Juni: Ludovit Reis, niederländisch-slowakischer Fußballspieler
- 02. Juni: Julien Carraggi, belgischer Badmintonspieler
- 02. Juni: László Tóth, ungarischer Automobilrennfahrer
- 03. Juni: Racheal Kundananji, sambische Fußballspielerin
- 05. Juni: Pierre Kalulu, französischer Fußballspieler
- 06. Juni: Alina Bantle, deutsche Fußballspielerin
- 11. Juni: Leigh Hoffman, australischer Bahnradsportler
- 12. Juni: Luis Lehnert, deutscher Nordischer Kombinierer
- 15. Juni: Mary Moraa, kenianische Leichtathletin
- 15. Juni: Victor Steeman, niederländischer Motorradrennfahrer († 2022)
- 15. Juni: Lukas Tulovic, deutscher Motorradrennfahrer
- 15. Juni: Daisuke Yokota, japanischer Fußballspieler
- 18. Juni: Hans Nicolussi, italienischer Fußballspieler
- 19. Juni: Sydney Lohmann, deutsche Fußballspielerin
- 19. Juni: Nicolai Remberg, deutscher Fußballspieler
- 19. Juni: Leon Schneider, deutscher Fußballspieler
- 21. Juni: Lisa Antl, deutsche Handballspielerin
- 21. Juni: Dante Polvara, US-amerikanischer Fußballspieler
- 22. Juni: Åsne Skrede, norwegische Biathletin
- 24. Juni: Nehuén Pérez, argentinischer Fußballspieler
- 25. Juni: Ahmed Essabai, libyscher Leichtathlet
- 26. Juni: Hannah Ammerman, US-amerikanische Volleyballspielerin
- 26. Juni: Alessia Crippa, italienische Skeletonpilotin
- 26. Juni: Wessel Nijman, niederländischer Dartspieler
- 27. Juni: Alina Piltschuk, belarussische Biathletin
- 29. Juni: Lina Alsmeier, deutsche Volleyballspielerin
- 29. Juni: Stefano Russo, deutscher Fußballspieler
- 30. Juni: Calan Williams, australischer Automobilrennfahrer

### Juli

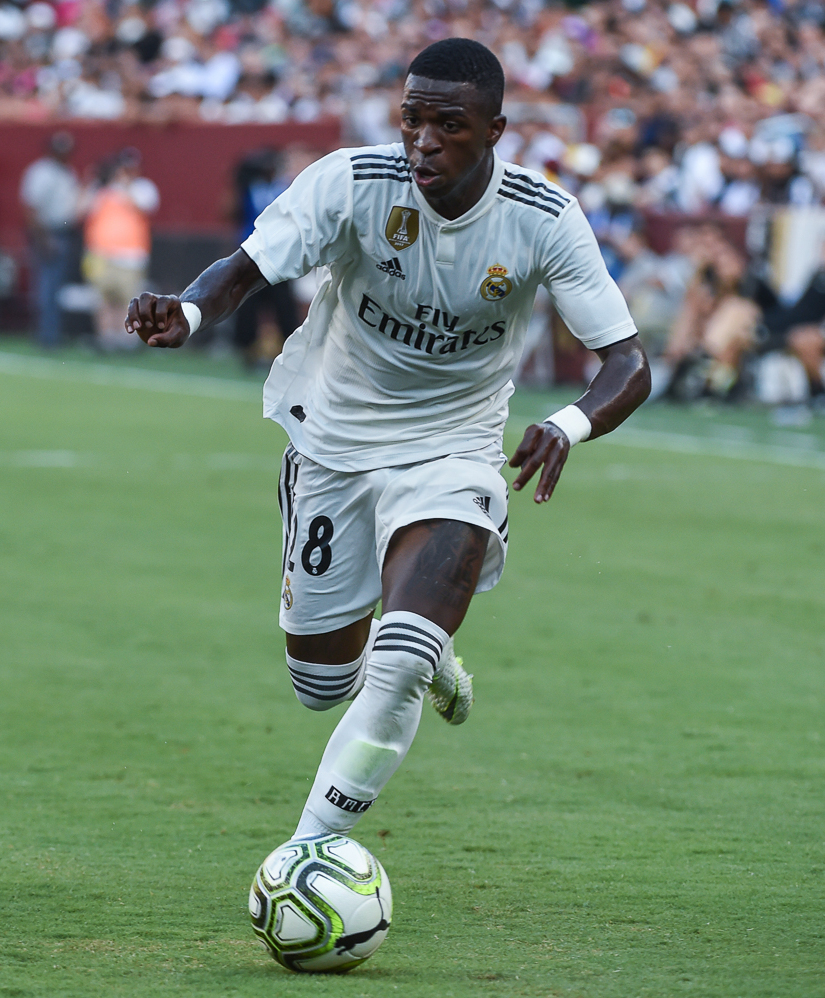
Vinícius Júnior (2018)

- 01. Juli: Luca Moroni Jr., italienischer Schachgroßmeister
- 04. Juli: Osaze Urhoghide, englischer Fußballspieler
- 04. Juli: Filimon Gerezgiher, eritreisch-deutscher Fußballspieler
- 04. Juli: Jack MacKenzie, schottischer Fußballspieler
- 04. Juli: Brendon Smith, australischer Schwimmer
- 05. Juli: Nattapol Hothong, thailändischer Fußballspieler
- 05. Juli: Samuel Loric, französischer Fußballspieler
- 06. Juli: Paula Rakijašić, kroatische Leichtathletin
- 06. Juli: Kevin Sessa, deutsch-argentinischer Fußballspieler
- 08. Juli: Yulduz Hashimi, afghanische Radrennfahrerin
- 10. Juli: Umut Akkoyun, türkischer Tennisspieler
- 10. Juli: Nguyễn Huy Hoàng, vietnamesischer Schwimmer
- 10. Juli: Daniel Peretz, israelisch-deutscher Fußballtorhüter
- 12. Juli: Iver Hexeberg, norwegischer Telemarker
- 12. Juli: Darya Rajaee, US-amerikanische Fußballspielerin
- 12. Juli: Vinícius Júnior, brasilianischer Fußballspieler
- 13. Juli: Ella Connolly, australische Leichtathletin
- 13. Juli: Franziska Koch, deutsche Radrennfahrerin
- 15. Juli: Paulinho, brasilianischer Fußballspieler
- 16. Juli: Getnet Wale, äthiopischer Leichtathlet
- 17. Juli: Roven Vogel, deutscher Schachspieler
- 18. Juli: Angelina Melnikowa, russische Kunstturnerin
- 19. Juli: David Čolina, kroatischer Fußballspieler
- 19. Juli: Lukas Frenkert, deutscher Fußballspieler
- 20. Juli: Andreas Müller, deutscher Fußballspieler
- 20. Juli: Jessic Ngankam, deutsch-kamerunischer Fußballspieler
- 20. Juli: Mark Nicolaidis, australischer Volleyball- und Beachvolleyballspieler
- 20. Juli: Lucky Ogbevoen, österreichischer American-Football-Spieler
- 21. Juli: Erling Haaland, norwegischer Fußballspieler
- 21. Juli: Jens Lurås Oftebro, norwegischer Nordischer Kombinierer
- 22. Juli: Niclas Anspach, deutscher Fußballspieler
- 23. Juli: Enzo Leopold, deutscher Fußballspieler
- 26. Juli: Madison Hoffman, australische Skirennläuferin
- 26. Juli: Lataisi Mwea, kiribatischer Leichtathlet
- 27. Juli: Alexandria Perkins, australische Schwimmerin
- 28. Juli: Emile Smith Rowe, englischer Fußballspieler
- 29. Juli: Marcus Armstrong, neuseeländischer Automobilrennfahrer
- 29. Juli: Jack Sanborn, US-amerikanischer American-Football-Spieler

### August

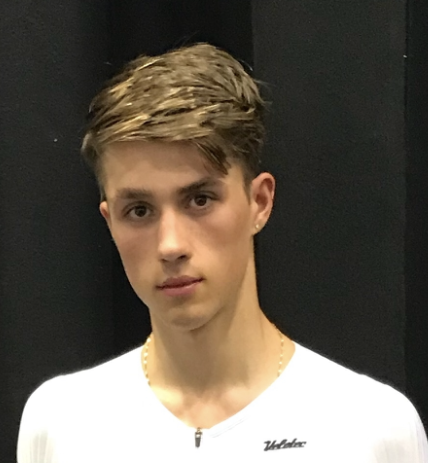
Ethan Vernon (* 26. August)

- 01. August: Frederic Baum, deutscher Fußballspieler
- 01. August: Harith Kanadi, singapurischer Fußballspieler
- 03. August: Tony Arbolino, italienischer Motorradrennfahrer
- 03. August: Marco Ehmann, rumänisch-deutscher Fußballspieler
- 07. August: David Jurásek, tschechischer Fußballspieler
- 07. August: Lucie-Marie Kretzschmar, deutsche Handballspielerin
- 08. August: Félix Auger-Aliassime, kanadischer Tennisspieler
- 09. August: David Huddleston, bulgarischer Turner
- 09. August: Lion Schuster, österreichischer Fußballspieler
- 09. August: Aidan Hutchinson, US-amerikanischer American-Football-Spieler
- 10. August: Jüri Vips, estnischer Automobilrennfahrer
- 11. August: Florian Kleinhansl, deutscher Fußballspieler
- 12. August: Niamh Fisher-Black, neuseeländische Radrennfahrerin
- 14. August: Tapiwanashe Makarawu, simbabwischer Leichtathlet
- 14. August: Tristan Stubbs, südafrikanischer Cricketspieler
- 15. August: Franklyn Aunitz, deutscher Basketballspieler
- 15. August: Laurens Devos, belgischer Para-Tischtennisspieler
- 16. August: Hilma Lövblom, schwedische Skirennläuferin
- 17. August: César Beauvais, belgisch-französischer Biathlet
- 17. August: Hrvoje Smolčić, kroatischer Fußballspieler
- 18. August: Aurora Berton, italienische Leichtathletin
- 18. August: Maximilian Kofler, österreichischer Motorradrennfahrer
- 20. August: Logan Ullrich, neuseeländischer Ruderer
- 21. August: Noa Bibi, mauritischer Leichtathlet
- 24. August: Lisann Kaut, deutsche Fußballspielerin
- 24. August: Lewis Miller, australischer Fußballspieler
- 24. August: Ben Paton, kanadischer Fußballspieler
- 24. August: Darielys Sentelle, kubanische Leichtathletin
- 24. August: Samuel Tanner, neuseeländischer Leichtathlet
- 26. August: Filippo Baroncini, italienischer Radrennfahrer
- 26. August: Ethan Vernon, britischer Radrennfahrer
- 29. August: Carolyn Rayna Buckle, australische Synchronschwimmerin
- 30. August: Salam Bouha Ahamdy, mauretanische Leichtathletin
- 31. August: Angel Gomes, englisch-portugiesischer Fußballspieler
- 31. August: Sauce Gardner, US-amerikanischer American-Football-Spieler

### September

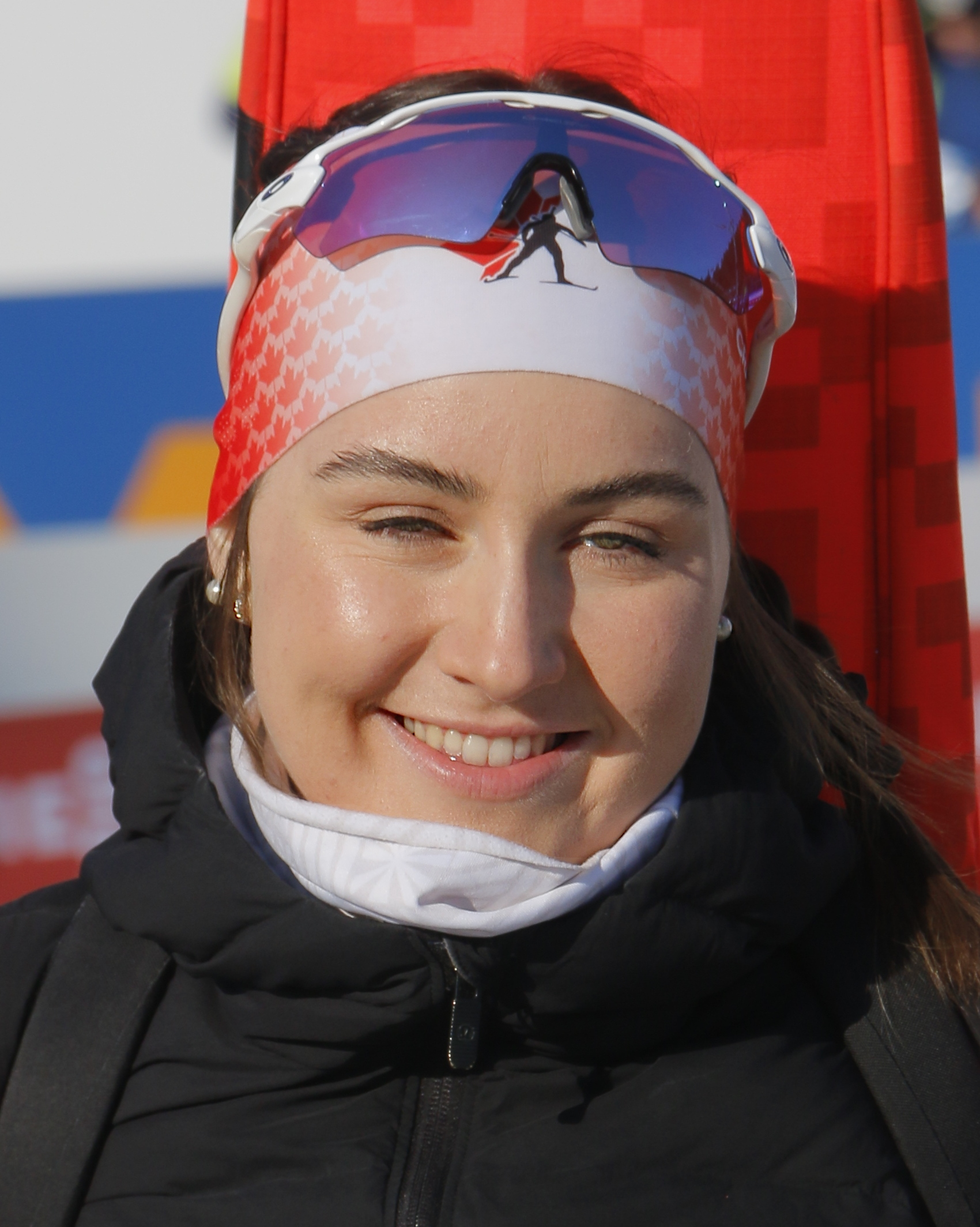
Benita Peiffer (* 29. September)

- 01. September: Jonas Kersken, deutscher Fußballspieler
- 01. September: Petra Ševčíková, tschechische Radrennfahrerin
- 01. September: Bryan Teixeira, kapverdisch-französischer Fußballspieler
- 02. September: Lisa Grill, österreichische Skirennläuferin
- 04. September: Sergio Gómez, spanischer Fußballspieler
- 04. September: Jayden Richardson, englischer Fußballspieler
- 05. September: Benjamin Ritchie, US-amerikanischer Skirennläufer
- 06. September: Camille Bened, französische Biathletin
- 07. September: Eleni Mtsentlitze, griechische Tennisspielerin
- 07. September: Ariarne Titmus, australische Schwimmerin
- 08. September: Hakan Salt, türkischer Eishockeyspieler
- 09. September: Rabbi Matondo, walisischer Fußballspieler
- 09. September: Linus Rosenlöcher, deutscher Fußballspieler
- 11. September: Ben Healy, irischer Radrennfahrer
- 12. September: Tiago Muxanga, mosambikanischer Boxer
- 13. September: Fabian Greilinger, deutscher Fußballspieler
- 14. September: Gianna Rackow, deutsche Fußballspielerin
- 16. September: Ebrima Buaro, gambischer Schwimmer
- 17. September: Aljaž Casar, slowenischer Fußballspieler
- 18. September: Marius Mayrhofer, deutscher Radrennfahrer
- 18. September: Toh Ee Wei, malaysischer Badmintonspieler
- 20. September: Mathias Jørgensen, dänischer Fußballspieler
- 24. September: Alexandro Bernabei, argentinischer Fußballspieler
- 24. September: Wladislaw Kirejew, kasachischer Biathlet
- 25. September: Bartłomiej Wdowik, polnischer Fußballspieler
- 26. September: Donavan Grondin, französischer Radrennfahrer
- 26. September: Mattias Skjelmose Jensen, dänischer Radrennfahrer
- 27. September: Max Burkhart, deutscher Skirennläufer († 2017)
- 29. September: Alasan Ann, gambischer Taekwondoka
- 29. September: Amy Baserga, Schweizer Biathletin
- 29. September: Benita Peiffer, kanadische Biathletin
- 30. September: Tsigie Gebreselama, äthiopische Leichtathletin
- 30. September: Beatrice Trabucchi, italienische Biathletin

### Oktober

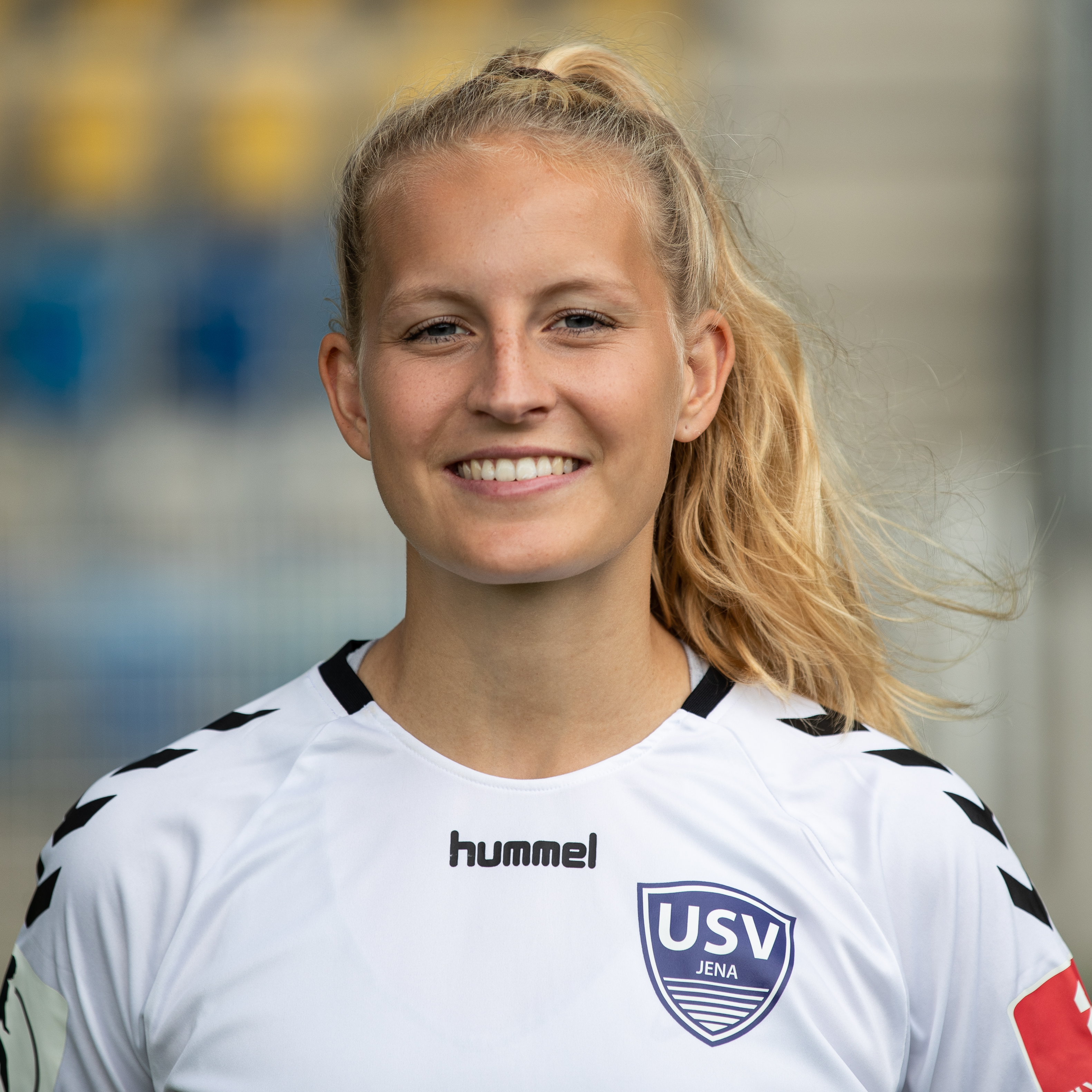
Maren Tellenbröker (* 15. Oktober)

- 01. Oktober: Jonathan Milan, italienischer Radrennfahrer
- 02. Oktober: Matilda Kearns, australische Wasserballspielerin
- 03. Oktober: Shaane Fulton, neuseeländische Bahnradsportlerin
- 03. Oktober: Lena Klingler, deutsche Handball- und Beachhandballspielerin
- 04. Oktober: Jaume Masiá, spanischer Motorradrennfahrer
- 04. Oktober: Ayumu Sasaki, japanischer Motorradrennfahrer
- 08. Oktober: Zoe Konjer, deutsche Volleyballspielerin
- 10. Oktober: Lisa Mays, australische Tennisspielerin
- 10. Oktober: Felix Nmecha, deutsch-englischer Fußballspieler
- 10. Oktober: Jana Scheib, deutsche Handballspielerin
- 11. Oktober: Noah Havard, australischer Kanute
- 12. Oktober: Maksim Fomin, litauischer Biathlet
- 12. Oktober: Roberto Massimo, deutscher Fußballspieler
- 14. Oktober: Arthur Leclerc, monegassischer Automobilrennfahrer
- 15. Oktober: Tiffany Keep, südafrikanische Radrennfahrerin
- 15. Oktober: Maren Tellenbröker, deutsche Fußballspielerin
- 18. Oktober: Muhamadasman Satoh, thailändischer Fußballspieler
- 21. Oktober: Cheickna Traoré, ivorisch-US-amerikanischer Leichtathlet
- 23. Oktober: Rayan Philippe, französischer Fußballspieler
- 24. Oktober: Michelle Gulyás, ungarische Pentathletin
- 24. Oktober: Izaac Kennedy, australischer BMX-Rennfahrer
- 25. Oktober: Dominik Szoboszlai, ungarischer Fußballspieler
- 25. Oktober: Mehmet Kaan Türkmen, türkischer Fußballspieler
- 30. Oktober: Angus Dawson, australischer Ruderer
- 30. Oktober: Jeffery Xiong, US-amerikanischer Schachgroßmeister
- 31. Oktober: Snæfríður Jórunnardóttir, isländische Schwimmerin

### November

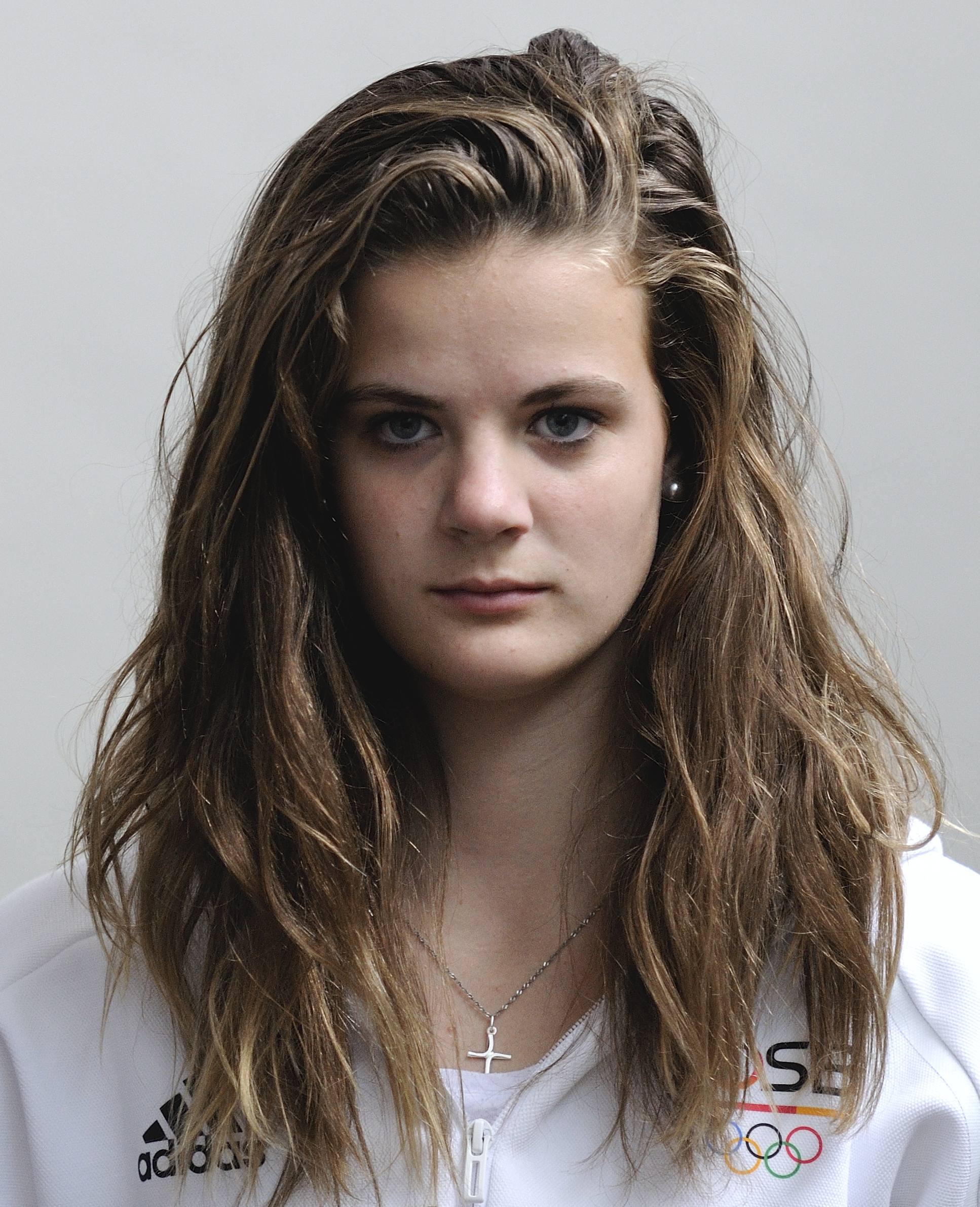
Elena Wassen (2016)

- 01. November: Mikhael Akatsuka, japanischer Fußballspieler
- 01. November: Shinta Appelkamp, deutsch-japanischer Fußballspieler
- 01. November: Luca Bazzoli, deutsch-italienischer Fußballspieler
- 01. November: Tim Kips, luxemburgischer Fußballtorhüter
- 01. November: Lukas Petkov, bulgarisch-deutscher Fußballspieler
- 01. November: Elena Wassen, deutsche Wasserspringerin
- 02. November: Alphonso Davies, kanadisch-liberianischer Fußballspieler
- 04. November: Killian Corredor, französischer Fußballspieler
- 04. November: Moritz Seiffert, deutscher Fußballspieler
- 06. November: Bastian Korreck, deutscher Volleyballspieler
- 07. November: Callum Hudson-Odoi, englisch-ghanaischer Fußballspieler
- 09. November: Fabiano Parisi, italienischer Fußballspieler
- 10. November: Rasmus Carstensen, dänischer Fußballspieler
- 10. November: Max Kulke, deutscher Fußballspieler
- 13. November: Jon Sallinen, finnischer Freestyle-Skier
- 14. November: Jacob Kiplimo, ugandischer Leichtathlet
- 16. November: Josh Green, australischer Basketballspieler
- 20. November: Alex Miller, namibischer Radsportler
- 20. November: Austin Samuels, englischer Fußballspieler
- 21. November: Junior Dina Ebimbe, französisch-kamerunischer Fußballspieler
- 21. November: Matt O’Riley, englisch-dänischer Fußballspieler
- 21. November: Dārta Zunte, lettische Skeletonfahrerin
- 24. November: Daniel Kalajdžić, österreichischer Fußballspieler
- 26. November: Dorottya Gajdos, ungarische Handballspielerin
- 26. November: Lamecha Girma, äthiopischer Leichtathlet
- 26. November: Anna Alexandrowna Kostylewa, russische Billardspielerin
- 27. November: Svea Frobel, deutsche Volleyballspielerin
- 27. November: Justin Heekeren, deutscher Fußballtorhüter
- 27. November: Ogechika Heil, deutscher Fußballspieler
- 28. November: Abby Andrews, australische Wasserballspielerin
- 28. November: Owen Ansah, deutscher Leichtathlet
- 28. November: Luca Philipp, deutscher Fußballtorhüter
- 29. November: Yann Aurel Bisseck, deutsch-kamerunischer Fußballspieler
- 29. November: Nika Glojnarič, slowenische Leichtathletin

### Dezember

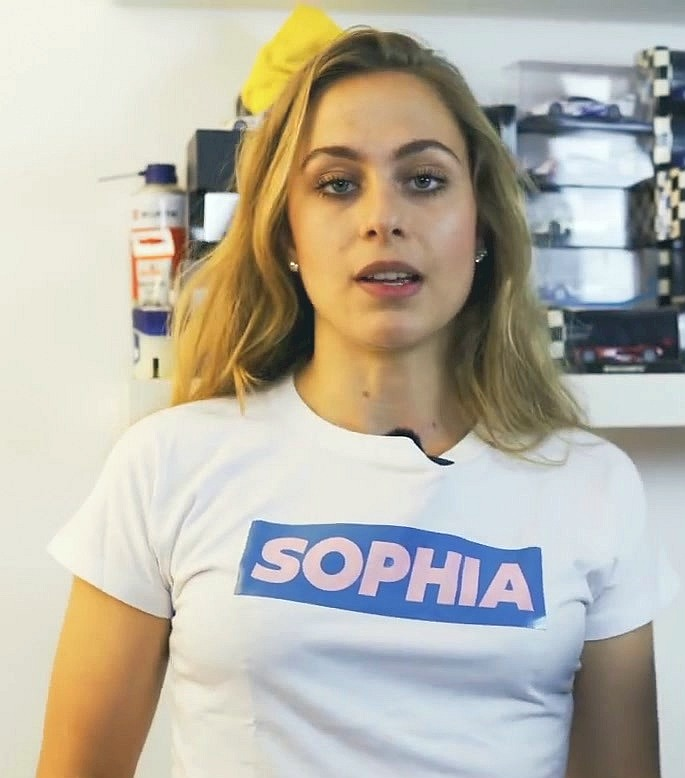
Sophia Flörsch (2020)

- 01. Dezember: Sophia Flörsch, deutsche Automobilrennfahrerin
- 03. Dezember: Greta Martinelli, italienische Ruderin
- 05. Dezember: Irina Borissowa, russische Badmintonspielerin
- 05. Dezember: Chafik Gourichy, französischer Fußballspieler
- 06. Dezember: Nicolás Varrone, argentinischer Autorennfahrer
- 08. Dezember: Anna Hartig, deutsche Volleyballspielerin
- 08. Dezember: Chiamaka Nnadozie, nigerianische Fußballtorhüterin
- 09. Dezember: Otto Invenius, finnischer Biathlet
- 10. Dezember: Rasim Bulić, deutscher Fußballspieler
- 10. Dezember: Levent Mercan, deutscher Fußballspieler
- 11. Dezember: Florent Hoti, kosovarisch-englischer Fußballspieler
- 11. Dezember: Simon Pytlick, dänischer Handballspieler
- 11. Dezember: Josha Vagnoman, deutscher Fußballspieler
- 12. Dezember: Imogen Ayris, neuseeländische Leichtathletin
- 13. Dezember: Kelvin Sane Tauta, kenianischer Sprinter
- 13. Dezember: Simona Waltert, Schweizer Tennisspielerin
- 14. Dezember: Daryna Sirantschuk, ukrainische Poolbillardspielerin
- 15. Dezember: Facundo Díaz Acosta, argentinischer Tennisspieler
- 16. Dezember: Ivan Pace Jr., US-amerikanischer American-Football-Spieler
- 16. Dezember: Richard Verschoor, niederländischer Automobilrennfahrer
- 17. Dezember: Naomi Akakpo, französisch-togoische Hürdenläuferin
- 18. Dezember: Jayden Daniels, US-amerikanischer American-Football-Spieler
- 22. Dezember: Charlie Dean, englische Cricketspielerin
- 22. Dezember: Thea Sofie Kleven, norwegische Skispringerin († 2018)
- 22. Dezember: Sōichirō Kōzuki, japanischer Fußballspieler
- 22. Dezember: Kinga Rajda, polnische Skispringerin
- 23. Dezember: Clément Novalak, französisch-schweizerischer Automobilrennfahrer
- 24. Dezember: Maria Ludovica Costa, italienische Ruderin
- 24. Dezember: Paulina Golla, deutsche Handballspielerin
- 24. Dezember: Niclas Nadj, deutscher Fußballspieler
- 24. Dezember: Lucas Plapp, australischer Radrennfahrer
- 24. Dezember: Rusty-Jake Rodriguez, österreichischer Dartspieler
- 25. Dezember: Christy Ucheibe, nigerianische Fußballspielerin
- 26. Dezember: Samuel Sevian, US-amerikanischer Schachgroßmeister
- 28. Dezember: Nicolò Cambiaghi, italienischer Fußballspieler
- 28. Dezember: Emilly Kapitza, deutsche Basketballspielerin
- 29. Dezember: Carolyn Ansari, US-amerikanische Tennisspielerin
- 29. Dezember: Sander Vossan Eriksen, norwegischer Skispringer
- 29. Dezember: Stephanie Ratcliffe, australische Leichtathletin
- 30. Dezember: Jan Voneš, tschechischer Radsportler
- 31. Dezember: Logan Sargeant, US-amerikanischer Automobilrennfahrer

## Gestorben

### Januar
- 01. Januar: Gerda Paumgarten, österreichische Skirennläuferin (* 1907)
- 03. Januar: Steffen Mauersberger, deutscher Endurosportler (* 1953)
- 04. Januar: Tom Fears, US-amerikanischer American-Football-Spieler und -Trainer (* 1922)
- 08. Januar: Karl Adamek, österreichischer Fußballspieler und -trainer (* 1910)
- 08. Januar: Henry Eriksson, schwedischer Leichtathlet und Olympiasieger (* 1920)
- 08. Januar: Fritz Thiedemann, deutscher Springreiter (* 1918)
- 17. Januar: Carl Forberg, US-amerikanischer Automobilrennfahrer (* 1911)
- 22. Januar: Harada Masao, japanischer Leichtathlet (* 1917)
- 26. Januar: Donald Budge, US-amerikanischer Tennisspieler (* 1915)
- 27. Januar: Mae Faggs, US-amerikanische Leichtathletin und Olympiasiegerin (* 1932)
- 27. Januar: Jerzy Potz, polnischer Eishockeyspieler und -trainer (* 1953)
- 29. Januar: Heinz Flotho, deutscher Fußballspieler (* 1915)
- 000Januar: Arthur Nash, kanadischer Eishockeytorhüter (* 1914)

### Februar
- 01. Februar: Jean-François Malle, französischer Autorennfahrer (* 1964)
- 05. Februar: George Koltanowski, belgisch-US-amerikanischer Schachspieler (* 1903)
- 06. Februar: Phil Walters, US-amerikanischer Automobilrennfahrer (* 1916)
- 07. Februar: Elvira Osirnig, Schweizer Skirennläuferin (* 1908)
- 07. Februar: Mildred Wiley, US-amerikanische Leichtathletin (* 1901)
- 08. Februar: Sid Abel, kanadischer Eishockeyspieler und -trainer (* 1918)
- 09. Februar: Lenore Kight, US-amerikanische Schwimmerin (* 1911)
- 09. Februar: Franz Sterzl, österreichischer Leichtathlet (* 1908)
- 12. Februar: Tom Landry, US-amerikanischer American-Football-Spieler und -Trainer (* 1924)
- 12. Februar: August Meuleman, belgischer Radrennfahrer (* 1906)
- 12. Februar: Charles Thaon, französischer Eisschnellläufer und Sportfunktionär (* 1910)
- 13. Februar: Olga Jensch-Jordan, deutsche Wasserspringerin und Trainerin (* 1913)
- 15. Februar: René Lafforgue, französischer Skirennläufer (* 1915)
- 16. Februar: Louis-Georges Niels, belgischer Bobfahrer (* 1919)
- 29. Februar: Karen Hoff, dänische Kanutin (* 1921)

### März
- 02. März: Sandra Schmirler, kanadische Curlerin und Olympiasiegerin (* 1963)
- 05. März: Daniel Abraham Yanofsky, kanadischer Schachspieler (* 1925)
- 11. März: Alfred Schwarzmann, deutscher Kunstturner (* 1912)
- 12. März: Mack Robinson, US-amerikanischer Leichtathlet (* 1914)
- 20. März: Yamada Shinzō, japanischer Skisportler und Skisportfunktionär (* 1914)
- 22. März: Carlo Parola, italienischer Fußballspieler und -trainer (* 1921)
- 24. März: Bert Duncanson, kanadischer Eishockeyspieler (* 1911)
- 26. März: Len Younce, US-amerikanischer American-Football-Spieler (* 1917)
- 27. März: Yrjö Lehtilä, finnischer Leichtathlet (* 1916)
- 30. März: Hjalmar Bergström, schwedischer Skilangläufer (* 1907)
- 31. März: Pierre Chancel, französischer Automobilrennfahrer (* 1920)

### April
- 06. April: John Heap, britischer Leichtathlet (* 1907)
- 07. April: Paulo Moacyr Barbosa Nascimento, brasilianischer Fußballspieler (* 1921)
- 08. April: Harry Williamson, US-amerikanischer Mittelstreckenläufer (* 1913)
- 12. April: Max Hofmeister, österreichischer Fußballspieler (* 1913)
- 13. April: Aivars Gipslis, lettischer Schachspieler (* 1937)
- 18. April: Irja Lipasti, finnische Leichtathletin (* 1905)
- 25. April: Rita Vittadini, italienische Turnerin (* 1914)
- 26. April: Joseph Bourdon, französischer Automobilrennfahrer (* 1932)

### Mai
- 04. Mai: Jacques Gerschwiler, Schweizer Eiskunstlauftrainer (* 1898)
- 05. Mai: Gino Bartali, italienischer Radrennfahrer (* 1914)
- 10. Mai: Hans Lodermeier, deutscher Motorradrennfahrer (* 1913)
- 27. Mai: Maurice Richard, kanadischer Eishockeyspieler (* 1921)

### Juni
- 04. Juni: Kanō Takashi, japanischer Fußballspieler (* 1920)
- 06. Juni: Håkan Lidman, schwedischer Hürdenläufer (* 1915)
- 14. Juni: Karl Schmaderer, österreichischer Radrennfahrer (* 1914)
- 20. Juni: Max Danz, deutscher Sportfunktionär (* 1908)
- 22. Juni: Günther Sabetzki, Präsident des Deutschen Eishockey-Bundes, IIHF-Präsident (* 1915)
- 27. Juni: Gerhard Pfeiffer, deutscher Schachspieler (* 1923)
- 29. Juni: Rodney Nuckey, britischer Automobilrennfahrer (* 1929)
- 29. Juni: Arnie Weinmeister, kanadischer American-Football-Spieler (* 1923)

### Juli
- 02. Juli: Joey Dunlop, Motorradrennfahrer (* 1952)
- 02. Juli: James Grogan, US-amerikanischer Eiskunstläufer und Eiskunstlauftrainer (* 1931)
- 04. Juli: Donald Blessing, US-amerikanischer Steuermann im Rudern (* 1905)
- 05. Juli: Dorino Serafini, italienischer Formel-1-Rennfahrer (* 1909)
- 06. Juli: James Brown, kanadischer Leichtathlet (* 1909)
- 24. Juli: George Bailey, britischer Leichtathlet (* 1906)
- 24. Juli: Anatoli Wassiljewitsch Firsow, russischer Eishockeyspieler (* 1941)
- 24. Juli: Pierre Hardy, französischer Sportschütze (* 1907)
- 25. Juli: Rudi Faßnacht, deutscher Fußballtrainer (* 1934)
- 26. Juli: Günther Hennerici, deutscher Unternehmer und Motorsport-Teamchef (* 1924)
- 30. Juli: Hermann Gablenz, deutscher Motorradrennfahrer (* 1913)

### August
- 01. August: Benedetto Pola, italienischer Radrennfahrer (* 1915)
- 12. August: William Bradley, britischer Automobilrennfahrer (* 1931)
- 14. August: Alfred Rieck, deutscher Ruderer (* 1914)
- 17. August: Erich Borchmeyer, deutscher Leichtathlet (* 1905)
- 20. August: Henry Austin, englischer Tennisspieler (* 1906)
- 20. August: Siegfried Wünsche, deutscher Motorradrennfahrer (* 1916)
- 21. August: Bubi Scholz, deutscher Boxer (* 1930)
- 24. August: Andy Hug, Schweizer Kampfsportler und mehrfacher Europa- und Weltmeister im Kickboxen (* 1964)
- 27. August: Edmund Karp, estnischer Fußball-, Basketball- und Volleyballspieler (* 1913)
- 30. August: Addi Furler, deutscher Sportjournalist (* 1933)
- 31. August: Joan Hartigan Bathurst, australische Tennisspielerin (* 1912)
- 000August: Suzuki Yasuo, japanischer Fußballspieler (* 1913)

### September
- 05. September: George Musso, US-amerikanischer American-Football-Spieler (* 1910)
- 06. September: Roger Verey, polnischer Ruderer (* 1912)
- 19. September: Karl Robatsch, österreichischer Schachspieler und Botaniker (* 1929)
- 25. September: Eduard Schmid, Schweizer Handballspieler (* 1911)

### Oktober
- 01. Oktober: Robert Petersen, US-amerikanischer Eisschnellläufer (* 1914)
- 05. Oktober: Franz Beck, liechtensteinischer Skirennläufer (* 1930)
- 05. Oktober: Cătălin Hâldan, rumänischer Fußballspieler (* 1976)
- 17. Oktober: Leo Nomellini, US-amerikanischer American-Football-Spieler (* 1924)
- 19. Oktober: Gustav Kilian, deutscher Radrennfahrer (* 1907)
- 19. Oktober: Ōki Seikan, japanischer Leichtathlet (* 1907)
- 23. Oktober: Wilhelm Burgard, deutscher Leichtathlet (* 1927)
- 23. Oktober: Nils Täpp, schwedischer Skilangläufer (* 1917)
- 25. Oktober: Ciril Praček, jugoslawischer Skirennläufer (* 1913)

### November
- 01. November: George Armstrong, englischer Fußballspieler und -trainer (* 1944)
- 08. November: Herberts Dāboliņš, lettischer Skilangläufer (* 1908)
- 09. November: Sherwood Johnston, US-amerikanischer Automobilrennfahrer (* 1927)
- 15. November: Rinaldo Martino, argentinisch-italienischer Fußballspieler (* 1921)
- 15. November: Piero Pasinati, italienischer Fußballspieler und -trainer (* 1910)
- 17. November: Aleksandar Zorić, jugoslawischer Radrennfahrer (* 1925)
- 21. November: Emil Zátopek, tschechischer Leichtathlet (* 1922)
- 24. November: Otto Przywara-Kutz, deutscher Schwimmer und Schwimmtrainer (* 1914)
- 29. November: Lou Groza, US-amerikanischer American-Football-Spieler (* 1924)

### Dezember
- 02. Dezember: Doug Peace, kanadischer Radrennfahrer (* 1919)
- 02. Dezember: Kurt Schmid, Schweizer Ruderer (* 1932)
- 03. Dezember: Miklós Szabó, ungarischer Leichtathlet (* 1908)
- 04. Dezember: Svend Wad, dänischer Boxer (* 1928)
- 06. Dezember: Werner Vick, deutscher Handballspieler und -trainer (* 1920)
- 10. Dezember: José Pinto de Carvalho Santos Águas, portugiesischer Fußballspieler (* 1930)
- 12. Dezember: Marius Zwiller, französisch-US-amerikanischer Schwimmer und Wasserballspieler (* 1905)
- 15. Dezember: Jacques Goddet, französischer Sport-Journalist (* 1905)
- 17. Dezember: Heinrich Bednar, österreichischer Tischtennisspieler (* 1922)
- 22. Dezember: Gottfried von Meiss, Schweizer Fechter (* 1909)
- 26. Dezember: Guy-Pierre Volpert, französischer Eishockeyspieler (* 1916)

### Datum unbekannt
- Helmut Kienert, deutscher Gewichtheber (* 1927)
- Bernard Marchand, Schweizer Leichtathlet (* 1912)